# 灯塔水母
灯塔水母（學名：Turritopsis nutricula）属于水螅纲，是水母的一种。其特征是性成熟（能够进行有性生殖）个体的生命週期能從水母型直接重返水螅型，而跳過死亡的過程（這樣的特性亦可見於同為燈塔水母屬的另一物種 T. dohrnii），因而又有永生水母的俗稱（Immortal jellyfish）。主要分布在加勒比地区的海域之中，但因為遠洋船舶排放的壓艙水，使燈塔水母逐漸散佈至其他鄰近海域。普通的水母在有性生殖之后就会死亡，但是灯塔水母却能够再次回到水螅型。这被称作分化轉移。理论上这个过程没有次数限制，这种水母可以透過反复的通常生殖和转分化获得无限的寿命，所以也被人称为「長生不老的水母」，不过更准确地说应该是「返老還童」。

## 特征
燈塔水母直徑约4－5毫米，是一種小型水母。身体透明，能够看见红色的消化系统，因而得名。灯塔水母呈鐘型，伞形身体的直径和高度基本相等。胃巨大且呈现出鲜艳的红色，横断面为十字型。

## 生命周期
水螅动物的生命有两个不同的阶段：水螅阶段和水母阶段。水螅阶段是底栖生物，细胞占据一个领地，而水母阶段是一个单一的浮游生物。在水螅类动物中，水母一般由水螅的无性萌发发展而来，而水螅的无性萌发则是由水母的有性繁殖而来。 但在灯塔水母中，浮游的水母有能力产生水螅或水母，而水母也有能力产生新的水母。